# Crispin Duenas
Crispin Duenas (Toronto, 3 gennaio 1986) è un arciere canadese, vincitore di una medaglia di bronzo ai campionati mondiali di tiro con l'arco.

## Palmarès
- Mondiali

Belek 2013: argento nella prova individuale
- Giochi Panamericani

Rio de Janeiro 2007: argento nella prova a squadre
Guadalajara 2011: argento nella prova individuale